# Samantha Cristoforetti
Samantha Cristoforetti (Milánó, 1977. április 26. –) olasz pilóta, mérnök/vegyészmérnök, női űrhajós.

## Életpálya
Alapiskolai tanulmányait Bolzanoban és Trentóban végezte. Felsőfokú tanulmányai során Münchenben a Műszaki Egyetemen mérnöki, Toulouseban az École Nationale Supérieure de l'Aéronautique et de l'Espace keretében repülőgép vezetői, Moszkvában a Mengyelejev Egyetemen vegyészmérnöki diplomát szerzett. ANápolyi Egyetemen repülésügyi tudományokból diplomázott. Az olasz légierő hivatásos tisztje, több mint 500 órát töltött a levegőben, hat különböző repülőgéppel.
Az Európai Űrügynökség (ESA) tagállamai döntése értelmében 2020-ig (előzetesen) támogatják (űrhajósok, tudományos- és kísérleti programok) a Nemzetközi Űrállomás munkáját. 8500 jelentkező közül került az ESA–3 csoportjába.. Az ESA űrhajóskiképző programjában 24 fő kapott felkészítést. Európából a harmadik, Olaszországból az első nő, aki repülési/kutatási feladatot kapott.
2009. május 20-tól részesült űrhajóskiképzésben előbb alap-, majd a Jurij Gagarin Űrhajóskiképző Központban üzemeltetői képzésben.
2021 végén a Politico Europe Európa legbefolyásosabb embereinek éves rangsorában az „álmodozók” kategória 8. helyére tette. Az egyetlen nő az aktív európai űrhajósok között 2022-ben másodszor indulhatott a Nemzetközi Űrállomásra, ezúttal parancsnokként, és a lap szerint ezzel az európai űrprogramnak is újabb lökést adhat egy olyan időszakban, amikor a NATO, Kína és Oroszország között az űr is konfliktusok terévé vált. Cristoforetti inspirálni szeretné az űrhajósok új generációját, akik számára a legfőbb kihívás az űrutazás normálisabbá, mindennapibbá tétele lesz.

## Űrrepülések
Moszkvában az Orosz Szövetségi Űrügynökség és a NASA képviselői 2014. január 15-én kijelölték az ISS űrállomás 39., a 40., a 41. és a 42. küldetés tagjait.
Szojuz TMA–15M (2014. december 1-től – 2015. május 16-ig) tervezett programjának fedélzeti mérnöke. A Nemzetközi Űrállomás 42. és 43. személyzetének olasz (szolgálati társai orosz és amerikai űrhajós) tagja.

### Tartalék személyzet
Szojuz TMA–13M fedélzeti mérnöke